# Parafia św. Józefa Rzemieślnika w Nowej Wsi Ełckiej
Parafia świętego Józefa Rzemieślnika w Nowej Wsi Ełckiej – parafia rzymskokatolicka, znajdująca się w diecezji ełckiej, w dekanacie Ełk - Matki Bożej Fatimskiej. W latach 1991-2000 Proboszczem był śp. Ks. Prałat Ryszard Grabowski - budowniczy kościoła, w latach 2016-2025 Proboszczem był Ks. Kan. Andrzej Bryg który wraz z parafianami kapitalnie wyremontował kościół i zagospodarował cały teren wokół niego. 